# Ličnica
Ličnica (latinsko os zygomaticum) je parna kost lobanje, ki tvori koščen most med obraznim in možganskim delom. Ima obliko trikotnika, ki se z enim vogalom stika z zgornjo čeljustnico (processus maxillaris), z drugim pa s čelnico (processus frontalis), tretji vogal (processus temporalis) pa sestavlja z ustreznim izrastkom senčnice lični mostiček (arcus zygomaticus).